# 科泰洛

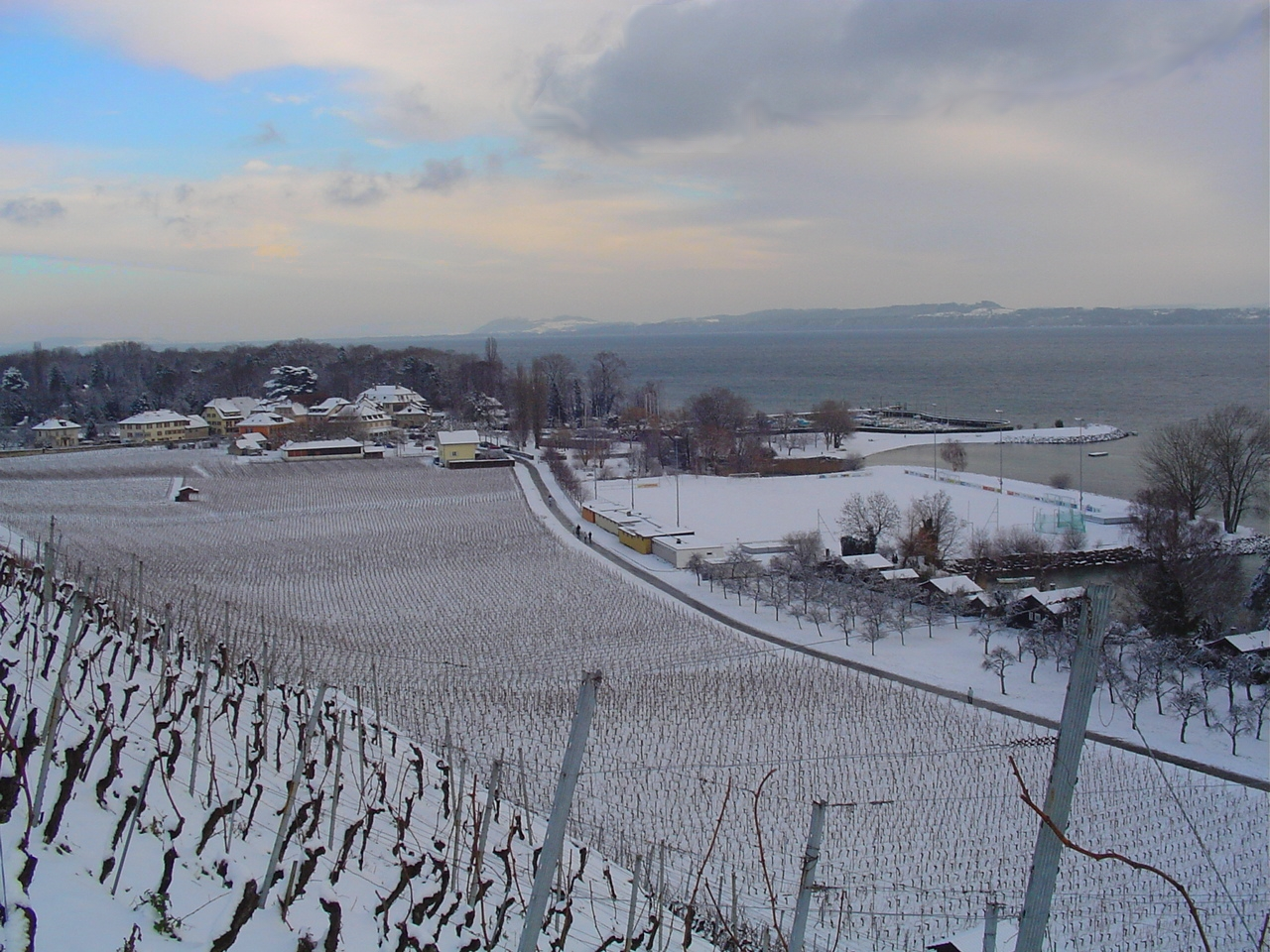

科泰洛是瑞士的城鎮，位於該國西部，由納沙泰爾州負責管轄，面積3.69平方公里，海拔高度484米，2011年人口4,576，三成半人口信奉基督教，人口密度每平方公里1240人。